# Liopholis
Liopholis es un género de lagartos perteneciente a la familia Scincidae. Se distribuyen por Australia.

## Especies
Según The Reptile Database:
- Liopholis aputja Farquhar, Mulder, Russell, Haines & Chapple, 2024[2]
- Liopholis guthega (Donnellan, Hutchinson, Dempsey & Osborne, 2002)
- Liopholis inornata (Rosén, 1905)
- Liopholis kintorei (Stirling & Zietz, 1893)
- Liopholis margaretae (Storr, 1968)
- Liopholis modesta (Storr, 1968)
- Liopholis montana (Donnellan, Hutchinson, Dempsey & Osborne, 2002)
- Liopholis multiscutata (Mitchell & Behrndt, 1949)
- Liopholis pulchra (Werner, 1910)
- Liopholis slateri (Storr, 1968)
- Liopholis striata (Sternfeld, 1919)
- Liopholis whitii (Lacépède, 1804)